# جیمز هولمز
جیمز ایگان هولمز (متولد ۱۳ دسامبر ۱۹۸۷) مجرم مظنون به تیراندازی جمعی در ۲۰ ژوئیه ۲۰۱۲، که در سینمایی در آورورا ایالت کلرادو رخ داده‌است. او هیچ سابقه قبلی دادرسی کیفری ندارد.
جیمز هولمز، دانشجوی انصرافی دوره پی‌اچ‌دی در رشته علوم اعصاب دانشگاه کلرادو در دنور است. والدینش در شهر سن دیگو در ایالت کالیفرنیا زندگی می‌کنند او در یک آپارتمان در شمال آورورا در حدود ۵ مایلی سینمای محل حمله زندگی می‌کرد، تنها سوءسابقه او جریمه برای رعایت نکردن سرعت مجاز در اکتبر سال ۲۰۱۱ میلادی بوده‌است.

## زندگی شخصی
هلمز در 13 دسامبر 1987 در سن دیگو، کالیفرنیا به دنیا آمد. پدرش رابرت هلمز یک ریاضیدان و دانشمند با مدرک از دانشگاه استنفورد، UCLA و UC برکلی است و مادرش آرلین هلمز یک پرستار ثبت شده است. او یک خواهر دارد. هولمز در اوک هیلز، یک جامعه در شهرستان مونتری در نزدیکی کاستروویل، کالیفرنیا، بزرگ شد، جایی که او در مدرسه ابتدایی تحصیل کرد. هولمز در دوازده سالگی به سن دیگو بازگشت. در آنجا، او در محله مرفه رانچو پناسکویتوس زندگی می‌کرد، جایی که طبق گزارش‌ها شروع به افول اجتماعی کرد. او به دبیرستان Westview رفت و در سال 2006 فارغ التحصیل شد. هولمز در دبیرستان فوتبال بازی می‌کرد و در کراس کانتری می‌دوید. به گفته کشیش کلیسای لوتری، او با خانواده اش در کلیسای لوتری پناسکویتوس شرکت کرد. به گفته دانیل کینگ، وکیل هلمز، هولمز در دوران راهنمایی از مشکلات روانی رنج می برد و در سن 11 سالگی اقدام به خودکشی کرد.
به گفته هولمز، در دوران کودکی‌اش، او از چیزی که «ارواح میخ» می‌نامید که شب‌ها بر روی دیوارها چکش می‌خورد می‌ترسید. هولمز یک بار مددکار اجتماعی مارگارت راث را قبل از اینکه او را نزد روانپزشک لین فنتون بفرستد، دید. هولمز افسرده و "بیش از یک دهه وسواس کشتار" بود. علیرغم این مسائل، هولمز در سال 2006 از دبیرستان فارغ التحصیل شد و در سال 2010 مدرک لیسانس خود را در دانشگاه کالیفرنیا، ریورساید به پایان رساند. او تصمیم گرفت مدرک کارشناسی ارشد خود را در رشته علوم اعصاب در دانشگاه کلرادو دنبال کند و به آرورا نقل مکان کرد.
در آرورا، هولمز در خیابان پاریس در یک آپارتمان یک خوابه در ساختمانی به همراه سایر دانشجویانی که در دانشگاه کلرادو درگیر مطالعات بهداشتی بودند، زندگی می کرد. در یک درخواست اجاره برای یک آپارتمان، او خود را "آرام و راحت" توصیف کرد، و در یک پروفایل دوستیابی آنلاین، هولمز خود را یک آگنوستیک معرفی کرد. او ردپای دیجیتالی مانند یک آدرس ایمیل دانشگاه، یک عکس قدیمی مای اسپیس، یک نمایه دوستیابی در Match.com و یک نمایه در Adult FriendFinder و همچنین یک رزومه در وب سایت استخدام Monster.com از خود به جای گذاشت. گفته می شود هولمز کارگران جنسی را استخدام کرده و نظرات آنها را در یک تابلوی پیام آنلاین به جای گذاشته است.
در اکتبر 2011، هولمز با یک دانش آموز در کلاس زیست شناسی خود آشنا شد. رابطه آنها تا زمان ملاقات در روز سنت پاتریک ادامه داشت و زمانی پایان یافت که او پس از برخورد هولمز و مرد دیگری که در یک قرار با او صحبت می کرد، از او دور شد. او گفت که هولمز اغلب جوک‌های مرده‌ای می‌کرد که باعث می‌شد دیگران احساس ناراحتی کنند و تمایل خود را برای کشتن مردم ابراز کرده بود. او سعی کرد با وجود جدی نگرفتن ادعاهای او، دریافت کمک حرفه ای را توصیه کند. آنها رابطه خود را در اوایل ژانویه 2012 از سر گرفتند، اما دوباره در فوریه پایان یافت. هولمز به یک پزشک روانپزشکی که از سوی ایالت منصوب شده بود، گفت: «از هم گسیختگی آنها به افسردگی شدید او کمک کرد.»